# Индийские лопастные черепахи
Индийские лопастные черепахи (лат. Lissemys) — род трёхкоготных черепах.

## Классификация
- Lissemys punctata — индийская лопастная черепаха
- Lissemys scutata